# Bernhard Stade
Bernhard Wilhelm Stade (født 11. maj 1848, død 6. december 1906) var en tysk teolog.
Stade, der fra 1875 var professor i Giessen, var en af de betydeligste repræsentanter for den ved navnene Kuenen og Wellhausen betegnede opfattelse af det Gamle Testamente. I Geschichte des Volkes Israel, I (1887), gav han en samlet fremstilling af Israels
udviklingshistorie ud fra den dengang nye opfattelse; hertil sluttede sig 1905 en fremstilling af Israels religion, Biblische Theologie des Alten Testaments, I. Han oprettede 1881 tidsskriftet Zeitschrift für die alttestamentliche Wissenschaft, som under hans redaktion fik enledende Stilling i studiet af det Gamle Testamente. Tillige har han udgivet Hebraische Grammatik, I (1879), og Hebraisches Wörterbuch sammen med Siegfried (1893).